# Буанани, Бадредин
Бадреди́н Буанани́ (фр. Badredine Bouanani; 8 декабря 2004, Лилль) — алжирский и французский футболист, вингер клуба «Ницца» и сборной Алжира.

## Клубная карьера
Уроженец Лилля, Буанани выступал за молодёжные команды «Роншен» и «Лилль». В октябре 2021 года был включён в список 60 самых талантливых футболистов 2004 года рождения, составленный английской газетой «Гардиан». Во время выступления за молодёжные команды «Лилля» считался лучшим талантом клубной академии со времён Эдена Азара.
В июле 2022 года стал игроком «Ниццы». 11 января 2023 года дебютировал во французской Лиге 1 в матче против клуба «Монпелье».

## Карьера в сборной
Выступал за сборные Франции до 16, до 18 и до 19 лет.
23 марта 2023 года дебютировал за главную сборную Алжира в матче отборочного турнира к Кубку африканских наций против сборной Нигера.